# Nizjyn
Nizjyn (Oekraïens: Ніжин, [ˈɲiʒɪn], Russisch: Нежин, vanwaar de alternatieve spelling Nezhin of Nezjin), is een stad in de oblast Tsjernihiv in het noorden van Oekraïne. De stad is gelegen aan de rivier de Oster, 150 kilometer ten noordoosten van de hoofdstad Kiev. Het is de administratieve hoofdplaats van het rayon Nizjynsky; de stad zelf vormt ook een district. De bevolking bedraagt ongeveer 76.000.
Nizjyn was lange tijd bekend van zijn komkommers. Tevens is het de geboorteplaats van trompettist Timofei Dokschitzer.

## Geschiedenis
De eerste vermelding van Nizjyn dateert uit 1147, ten tijde van het Pools-Litouwse Gemenebest. Nizjyn kreeg in 1625 "Maagdenburgse rechten" en was tot 1782 de zetel van een belangrijk regiment kozakken. De stad had een bloeiende Griekse gemeenschap, die van Bohdan Chmelnytsky een aantal privileges gekregen had.
In de 19e eeuw werd Nizjyn de zetel van een oejezd (district) van Tsjernihiv en vervolgens van Klein-Rusland.  De plaats werd een der belangrijkste handelscentra van de regio, waar onder meer wijn uit Griekenland verhandeld werd.
In 1805 werd het Lyceum Bezborodko opgericht. Een van de afgestudeerden was Nikolaj Gogol.

## Geboren
- Olga Khoklova (1891-1955), eerste echtgenote Pablo Picasso
- Timofej Doksjitser (1921), trompettist
- Zjanna Block (1972), atlete
- Kateryna Pavlenko (1988), zangeres

|  |